# Asia News Network

Asia News Network

Das Asia News Network (ANN) ist ein Nachrichtennetzwerk (news coalition) aus 24 Nachrichtenorganisationen aus verschiedenen asiatischen Ländern. Das Hauptquartier sitzt in Singapur. Die Allianz wurde 1999 gebildet um die Zusammenarbeit zwischen den verschiedenen Nachrichtenorganisationen und ihren jeweiligen Journalisten und Zeitungen zu verbessern.
In der Koalition bündeln die Mitglieder Ressourcen und Fachwissen, um eine umfassende Berichterstattung über regionale und internationale Themen zu bieten, indem sie lokale Standpunkte zu komplexen Themen präsentieren. Die meisten Zeitungen dieser Koalition sind auch die führenden Zeitungen in ihren jeweiligen Ländern.
Asia News Network unterhielt ab 2006 zeitweise ein wöchentliches Nachrichtenmagazin.

## Mitglieder
Folgende Publikationen gehören zum Asia News Network:
- Singapur The Straits Times
- Südkorea The Korea Herald
- Volksrepublik China China Daily
- Mongolei Gogo Mongolia
- Japan The Japan News
- Pakistan Dawn
- Indien The Statesman
- Sri Lanka The Island
- Bhutan Kuensel
- Nepal Kathmandu Post
- Bangladesch Daily Star
- Myanmar Eleven Media
- Thailand The Nation
- Indonesien The Jakarta Post
- Malaysia The Star
- Malaysia Sin Chew Daily
- Kambodscha Phnom Penh Post
- Kambodscha Rasmei Kampuchea
- Brunei The Borneo Bulletin
- Vietnam Vietnam News
- Philippinen Philippine Daily Inquirer
- Laos Vientiane Times